# Korombana
Korombana est une commune rurale du Mali, dans le cercle de Korientzé et la région de Mopti. La commune a pour chef-lieu la ville de Korientzé. 

## Géographie
S’étendant entre les 15° 10, et 15° 30, de latitude nord et 3° 30, et 4° de longitude ouest, la commune de Korombana est limitée au nord par la commune rurale de N’Gorkou, au sud par la commune rurale de Konna, à l’est par la commune de Dangol Boré (Cercle de Douentza) et à l’ouest par les communes rurales de Dirma, Deboye (cercle de Youwarou) et Ouroubé-Doudé (cercle de Mopti). La distance de la commune du chef lieu de cercle est de 130 km.
| Dirma, N'Dodjigu | N'Gorkou  | Djaptodji   |
| Déboye           | Korombana | Dangol-Boré |
| Ouroubé Douddé   | Konna     |             |

### Hydrographie
L’hydrographie de la commune de Korombana, l’arsenal de ses infrastructures hydrauliques montrent qu’elle dispose d’importantes ressources en eaux aussi bien souterraines que de surface.

#### Les eaux souterraines
D’après le rapport d’inventaire réalisé dans le cercle de Mopti en 2003 par la DRHE, il apparaît que les quantités des ressources en eaux souterraines, sur la base des ouvrages réalisés sont importantes. Cependant, si l’on se réfère au nombre d’ouvrages réalisés en termes de forages, puits modernes et puits puisards, la commune est faiblement couverte.

#### Les eaux de surface
Ce sont les bras du fleuve Koli-Koli, le lac Korientzé, les eaux de ruissellement des collines et les nombreuses mares.

## Climat
La commune s’étend sur une superficie de 981 km2.
La commune de Korombana se situe dans la zone sahélienne à climat semi-aride caractérisé par une saison sèche longue et une saison pluvieuse aléatoire. La saison des pluies allant de juin à début octobre est suivie d’une longue saison sèche allant de fin octobre à juin.
Sur le plan pluviométrique, les pluies sont faibles et irrégulières. Ainsi, il ressort des données enregistrées de 1977 à 2003 à Korientzé que les moyennes annuelles varient d’une année à l’autre et qu’elles ont dégringolé entre 1977 et 2002. La moyenne durant cette période est de 296,04 mm en 21 jours.

## Administration
Elle est administrée par un conseil communal, organe délibérant de dix-sept membres qui a élu en son sein un organe exécutif composé du maire et de 3 adjoints. La composition politique du conseil communal est assez diversifiée à travers la représentation de 5 partis politiques et des indépendants. Le taux de participation aux élections de mai 2004 a été de 60,31 %, les partis politiques implantés dans la commune ont brigué les postes. Le taux de changement est de 41,17 % avec l’entrée de sept nouveaux conseillers sur les 17.

## Villages
La commune est composée de (32) trente-deux villages que sont : Ankoye, Bagui, Boukourinté Saré, Boukourinté -Ouro, Deguédegué, Dimango, Doko, Dofina, Fanabougou, Fansaré, Goby, Gouloumbo, Kalifaré, Kéra, Kérétogo, Korientzé, Mandié, Mareciré, Moussocouraré, M'Bessena, N’Gorodia, Noradji, N'Dissoré, Oualo, Sangui, Sareféré-Dofina, Sitty, Sounteye, Tangou, Tiécouraré, Tougouna, -Sakère et Wangala.
La commune s'étend sur 32 localités relevées lors du recensement général de 2009. 
Les villages les plus peuplés sont :
- Korientze (7 190 habitants)
- Ngorodia (2 236 habitants)
- Gouloumbo (2 106 habitants)

En 2023, la loi 2023-007 attribue à la commune 13 villages, fractions ou quartiers  :
- Korientzé
- Bagui
- Kera
- Fansare
- Sarefere Dofina
- Boukourintie-Saré
- Mandie
- Fanabougou
- N'Dissoré
- Marecire
- Goby
- Noradji
- Boukourintie-Ouro